# Efferia nigerina
Efferia nigerina är en tvåvingeart som först beskrevs av Christian Rudolph Wilhelm Wiedemann 1821.  Efferia nigerina ingår i släktet Efferia och familjen rovflugor. Inga underarter finns listade i Catalogue of Life.